# Rhaphidostegium leveilleanum
Rhaphidostegium leveilleanum là một loài rêu trong họ Sematophyllaceae. Loài này được (Dozy & Molk.) Besch. mô tả khoa học đầu tiên năm 1880.